# Leucochromodes melusinalis
Leucochromodes melusinalis là một loài bướm đêm trong họ Crambidae.